# بانو جهانگیر کویه‌جی
بانو جهانگیر کویه‌جی (انگلیسی: Banoo Jehangir Coyaji؛ ۷ سپتامبر ۱۹۱۷ – ۱۵ ژوئیهٔ ۲۰۰۴) یک دانشمند در زمینه پزشکی اهل هند بود. 